# Красне Село
Кра́сне Село́ — муніципальне утворення в складі Красносельського району Санкт-Петербурга.
Населення — 44,1 тис. чоловік (2003).
Розташоване в південній частині району на пагорбах Іжорської височини, у підніжжя якої знаходиться улоговина з озером Безимянним і річкою Дудергофкою. В склад муніципального утворення входить анклав — селище Хвойний, зі всіх сторін оточене територією Гатчинського району Ленінградської області.
Через Красне Село проходить залізниця Санкт-Петербург — Гатчина-Балтійська, є станція Красне Село.
Житловий фонд налічує близько 300 будинків, індивідуальний житловий фонд 1582 будівлі.

## Історія
Село виникло на початку XVIII століття. Тут Петро I побудував свій паперовий млин (перший в Росії) і сюди були переселені селяни з підмосковного села Красне. З цього і відбувається назва Красне Село. За іншою версією свою назву село отримало завдяки мальовничому рельєфу.
В 1765 в Красному Селі були розквартировані гвардійські частини Санкт-Петербурзького гарнізону.
У 1882 році тут проводилося випробування першого у світі літака, побудованого О. Ф. Можайським.

## Відомі люди
У Красному Селі народилися:
- Поливанова Галина Анатоліївна — народна артистка УРСР;
- Веніамин (Краснопєвков-Румовський) — російський церковний діяч, архієписком Нижегородський і Арзамаський.